# Pedro Tomás
Pedro Tomás, en catalán Pere Tomàs, llamado Doctor Strenuus, Proficuus et Invincibilis (1280 - 1340), filósofo franciscano español del Escotismo, que no debe ser confundido con su homónimo contemporáneo, el carmelita y santo Petrus Thomae, arzobispo de Creta (1305-1366) y uno de los fundadores de la facultad de Teología de Bolonia.

## Biografía
Según los críticos puede ser de origen gallego o catalán. Se graduó en teología en Cambridge y  en una fecha imprecisa hizo estudios en París, acaso en 1305. Enseñó Lógica y Filosofía natural entre 1316 y 1332 en el studium solemne del convento de San Nicolás de Barcelona y luego en Aviñón, donde ocupó un cargo apostólico. Entre otras obras, escribió De ente, De formalitatibus, De esse intelligibili, De unitate numeri y Tractatus brevis de modis distinctionum, atribuido erróneamente al aragonés Antoni Andreu, donde expone una teoría sobre los modos de identidad y de distinción en línea con el pensamiento de Juan Duns Escoto. Esta obra ha sido editada por Celia López en 2011 en versión trilingüe (latín, catalán e inglés). 
Aunque es considerado un escotista, su pensamiento se orientó progresivamente hacia un Realismo extremo, luego conocido como "Formalismo".Junto con los franciscanos Gonzalo de Balboa (†1313), Antonio Andrés (llamado Doctor Dulcifluus, 1280 - 1320), Álvaro Pelayo (1280-1352) y Guillermo Rubio (†1334), Pedro Tomás fue uno de los más importantes escotistas españoles del siglo XIV.

## Obras
- De ente, o De conceptu entis et opus de trascendentibus, Venecia, 1517.
- Quaestiones de unitate minori numerali, Salamanca, manuscrito núm. 1881.
- Quaestiones de ens intelligibile, Salamanca, íd.
- Quaestiones super libros physicorum, manuscrito de la Biblioteca Vaticana.
- Commentaria super multos Aristotelis libros.
- De formalitatibus.
- Tractatus brevis de modis distinctionum.